# 노랑부리황새
노랑부리황새(Yellow-billed stork)는 황새과에 속하는 대형 아프리카 황새 종이다. 사하라 이남 아프리카에 널리 분포하며 마다가스카르에서도 서식한다.

## 묘사

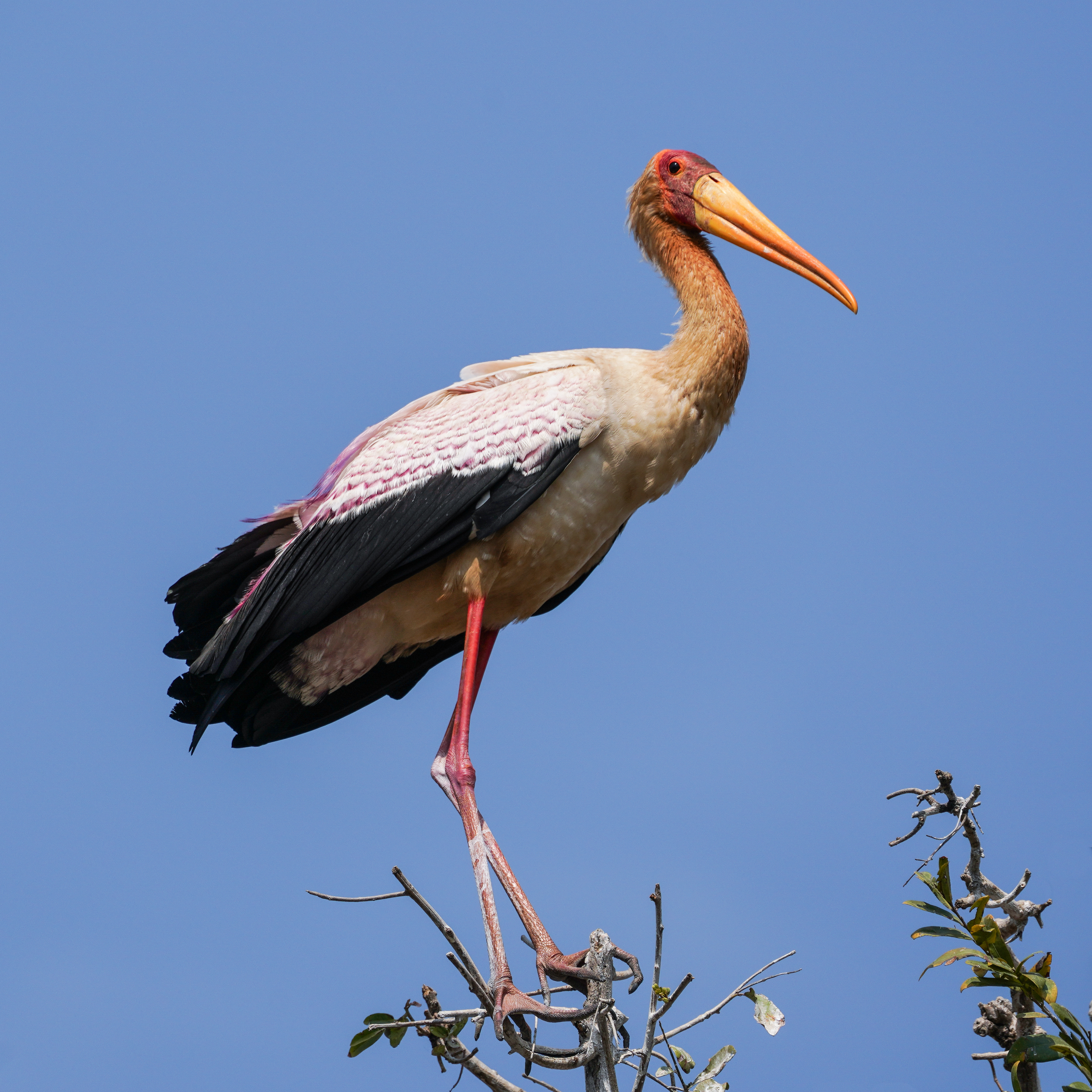
잠비아의 선명한 번식 깃털 색상을 가진 노랑부리황새

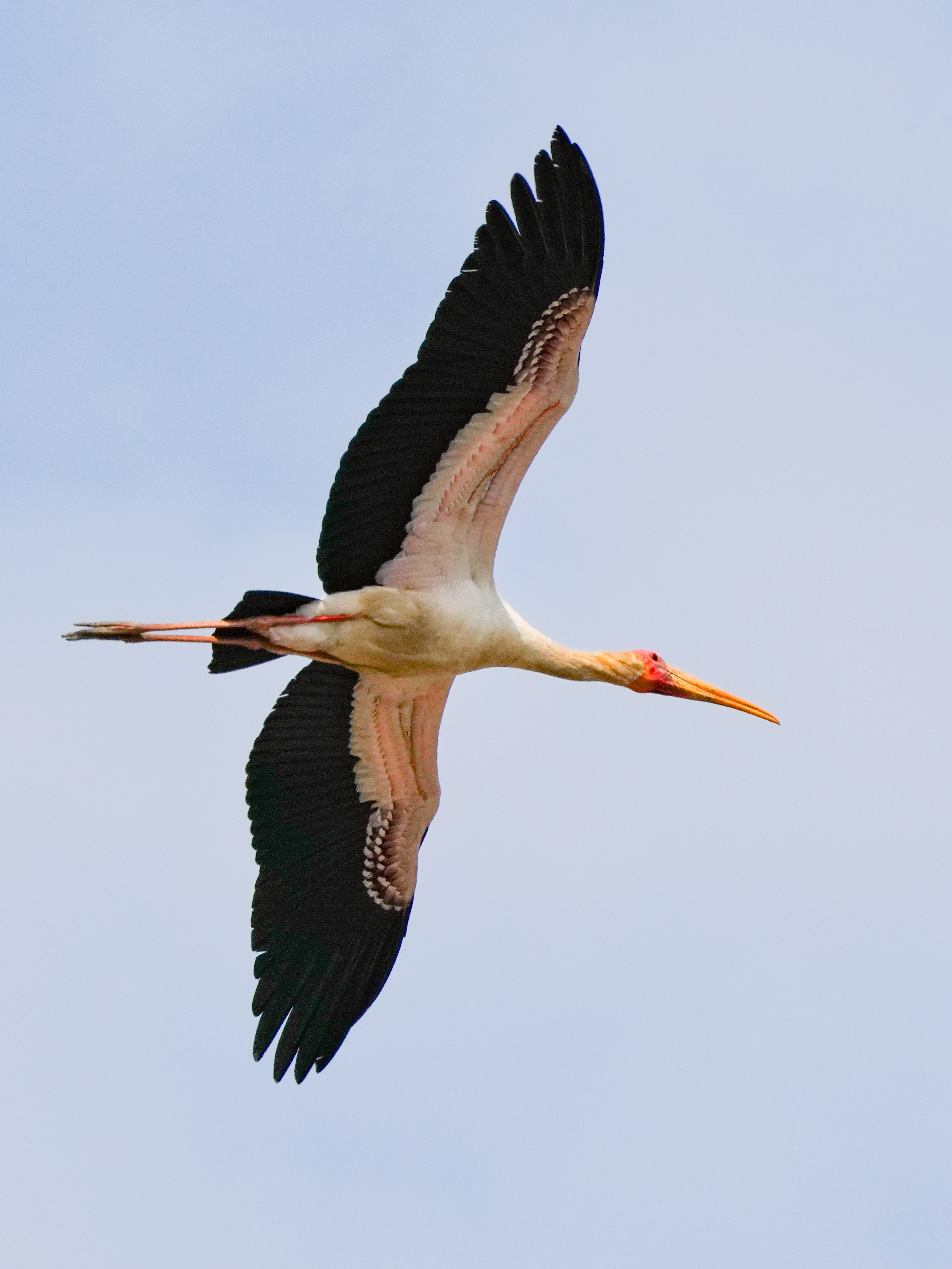
잠비아에서 비행 중인 성체 노랑부리황새

이 중간 크기의 황새는 키가 90~105cm이다. 몸은 흰색이며, 짧은 검은 꼬리가 갓 탈피했을 때 녹색과 보라색으로 광택이 난다. 부리는 짙은 노란색이며, 끝이 약간 구부러져 있으며 따오기황새속 외부의 다른 황새 종보다 단면이 둥글게 되어 있다. 깃털은 눈 바로 뒤의 머리와 목까지 뻗어 있으며 얼굴과 이마는 진한 붉은 피부로 덮여 있다. 암수 모두 외모는 비슷하지만 수컷이 더 크고 약간 더 무거운 부리를 가지고 있다. 수컷과 암컷의 몸무게는 각각 약 2.3kg과 1.9kg이다.
번식기에는 색이 더 선명해진다. 번식기에는 깃털이 윗날개와 등에 분홍색으로 변하고, 보통 갈색 다리도 밝은 분홍색으로 변하며, 부리는 더 짙은 노란색으로 변하고 얼굴은 더 진한 빨간색으로 변한다.
어린 개체들은 회색빛 갈색이며, 얼굴은 칙칙하고 부분적으로 주황색이며 연한 노란색 부리를 가지고 있다. 다리와 발은 갈색이고 깃털은 전체적으로 흑갈색이다. 어린 시절에는 날개 아래 부분에 연어 살색이 나타나기 시작하며, 약 1년 후에는 깃털이 회백색이 된다. 꼬리와 날개의 비행 깃털도 검은색으로 변한다. 나중에 성체 깃털의 전형적인 분홍색이 나타난다.
이 황새들은 얕은 물 위를 높은 걸음으로 스토킹하며 걷는다. 이 황새들의 대략적인 보행 속도는 분당 70보로 기록되어 있다. 이 황새들은 플랩과 활공을 번갈아 가며 날며, 펄럭이는 속도는 분당 평균 177~205회이다. 보통 짧은 이동 동안만 펄럭이며, 번식지나 둥지와 먹이 장소 사이를 이동하기 위해 수 킬로미터 이상의 높이 날고 활공하는 동작을 자주 한다. 열을 타고 날아다니며 번갈아 활공함으로써 큰 에너지 낭비 없이 먼 거리를 커버할 수 있다. 높은 고도에서 내려오는 황새는 고속으로 깊이 잠수하여 좌우로 뒤집히는 것이 관찰되어 인상적인 곡예 비행을 보여준다. 심지어 이러한 공중 묘기를 즐기는 것으로 보인다.
이 종은 일반적으로 목소리가 나지 않지만 번식기에 사교적인 행사에서 쉿하는 가성 비명을 지른다. 이 황새들은 번식 집단에서 울음소리와 "우핑"하는 윙 비트에 참여하기도 헌다. 갓 깐 병아리는 부모 성체에게 먹이를 구걸하기 위해 크고 지속적으로 단조로운 나팔 소리를 낸다.

## 분포 및 서식지

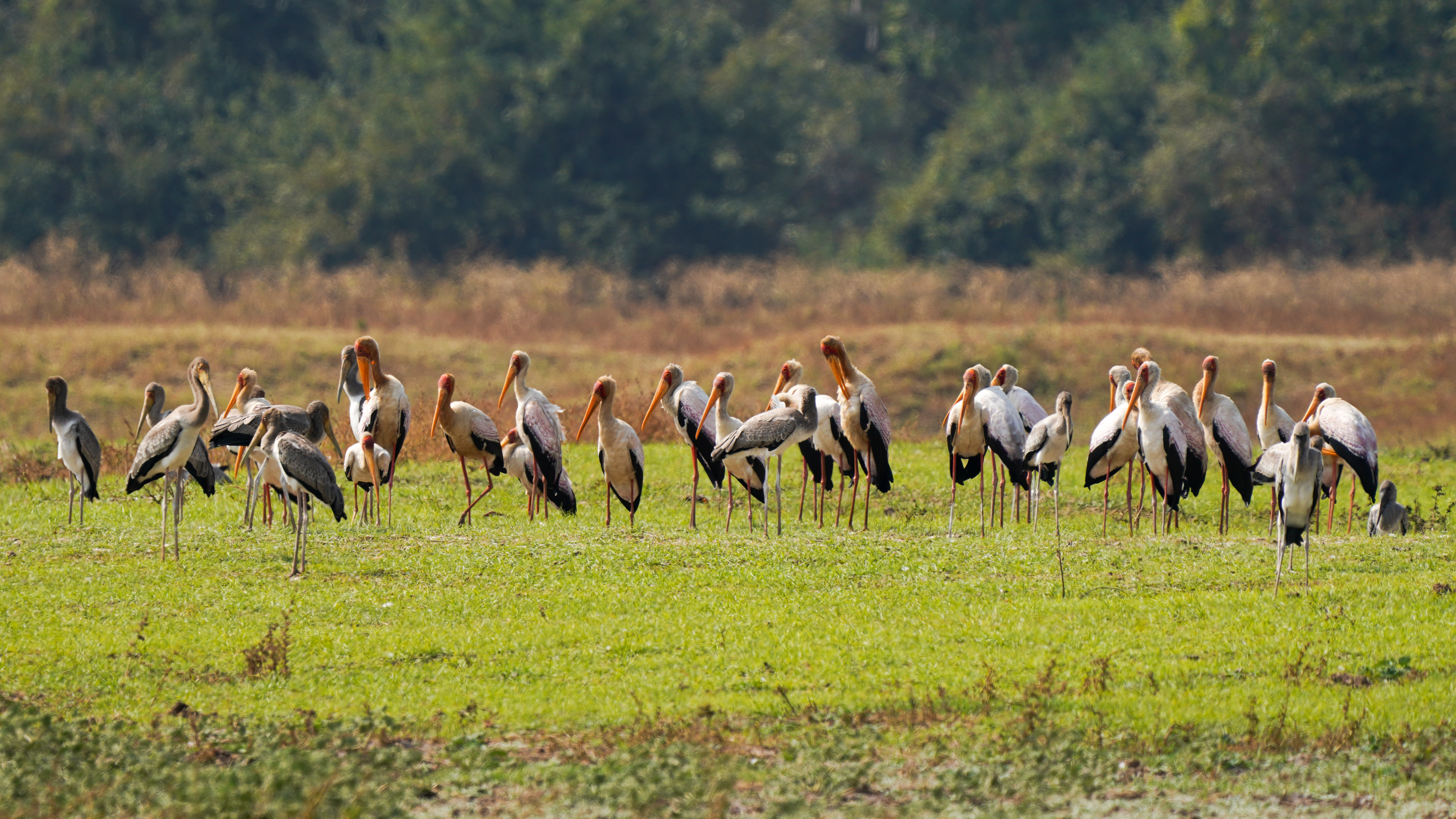
잠비아의 계절 습지에 무리지어 모여들기

노랑부리황새는 주로 동아프리카에서 발견되지만, 세네갈과 소말리아에서 남아프리카 공화국까지 이어지는 지역과 서부 마다가스카르의 일부 지역에 널리 분포한다. 케냐의 타나강에서 혼합종 조류 군집을 관찰한 한 번의 관찰에서는 2,000마리가 한꺼번에 집계되는 등 그곳에서 가장 흔한 종으로 밝혀졌다. 또한 탄자니아의 리페라강을 둘러싸고 있는 만야라호와 이헤푸 습지의 대규모 번식 군집에서도 지배적인 종이다.
이 종은 일반적으로 번식 범위 밖에서는 멀리 이동하지 않지만, 보통 강우의 영향을 받는 짧은 이동을 한다. 케냐에서 국지적으로 이동하며 우기와 함께 북부에서 남부 수단으로 이동하는 것으로 밝혀졌다. 또한 남아프리카 공화국으로 정기적으로 이동하거나 이동할 수도 있다. 그러나 이 새의 일반적인 이동에 대해서는 실제로 알려진 바가 거의 없다. 아프리카 전역에서 관찰된 이동 패턴의 변화로 인해 노랑부리황새는 통성 방랑자라고 불린다. 단순히 물이나 강우 조건이 먹이를 먹기에 불리한 지역을 피하기 위해 이동할 수도 있다. 일부 개체군은 먹이를 먹거나 번식지 사이에서 상당한 거리를 이동하며, 보통 열을 사용하여 날아다니며 활공한다. 다른 지역 개체군은 앉아서 일 년 내내 각자의 서식지에 머무르는 것으로 밝혀졌다.
선호되는 서식지로는 습지, 얕은 호수, 갯벌 등이 있으며, 보통 깊이는 10~40cm이지만 중앙아프리카의 울창한 숲이 우거진 지역은 피한다. 또한, 그곳의 먹이 환경은 일반적인 교반 먹이 기술에 적합하지 않기 때문에 홍수 지역과 깊은 광활한 수역을 피한다.
이 종은 특히 케냐와 탄자니아에서 번식한다. 우간다에서 번식하는 것으로 알려져 있지만, 번식지는 기록되어 있지 않다. 수단의 말라콜과 감비아에서 나이지리아 북부까지 서아프리카의 성벽이 있는 도시 내부에서도 번식하는 것으로 밝혀졌다. 다른 번식지로는 남아프리카 공화국의 콰줄루나탈주와 보츠와나 북부가 있지만, 보츠와나 북부와 짐바브웨보다는 물이 잘 공급되는 곳이 더 드문다. 마다가스카르에서 현재 번식하고 있다는 직접적인 증거는 없지만, 10월 동안 킨코니호 근처에서 어린 새들이 비행할 수 없는 것이 관찰되었다.